# Strażnica WOP Lubin (R)
Strażnica WOP Lubin – podstawowy pododdział graniczny Wojsk Ochrony Pogranicza.

## Formowanie i zmiany organizacyjne
W związku z wymogami sytuacji granicznej w roku 1954 z byłego punktu kontrolnego ruchu rybackiego utworzono strażnicę WOP Lubin. Strażnica weszła w skład 125 batalionu WOP.
W 1955 roku rozwiązane zostały strażnice 263 i 265, a ich odcinki włączono do 264 strażnicy WOP Wolin. Zwiększono jej stan do 95 żołnierzy. W jej skład wchodziły Punkty Kontrolne Ruchu Rybackiego Lubin, Stepnica i Wolin.

## Dowódcy strażnicy
- por. Henryk Rokicki 1954-1956[3]